# Europeiskt intyg om funktionsnedsättning
Ett europeiskt intyg om funktionsnedsättning är ett föreslaget intyg för att styrka en persons funktionsnedsättning inom Europeiska unionen. Det syftar till att underlätta utövandet av olika rättigheter för personer med funktionsnedsättningar när de vistas i en annan medlemsstat än den där de är medborgare och därmed säkerställa att alla unionsmedborgare kan nyttja sin rätt till fri rörlighet.
Förslaget om inrättandet av ett europeiskt intyg om funktionsnedsättning presenterades av Europeiska kommissionen den 6 september 2023. Förslaget till direktiv antogs av Europaparlamentet och Europeiska unionens råd i enlighet med det ordinarie lagstiftningsförfarandet den 23 oktober 2024.
Bestämmelserna om det europeiska intyget om funktionsnedsättning börjar gälla från och med den 5 juni 2028. Intyget gäller för unionsmedborgare och deras familjemedlemmar. Genom ett särskilt direktiv gäller intyget även för tredjelandsmedborgare, dock inte i Danmark och Irland på grund av deras särskilda undantagsklausuler på området med frihet, säkerhet och rättvisa.